# Торуњ
Торуњ (пољ. Toruń) је град у Војводству Кујавско-Поморје, у Пољској. Налази се на реци Висли око 180 km северозападно од пољске престонице Варшаве. Град има око 205.000 становника, универзитет, хемијску индустрију и важно је железничко чвориште. Торуњ је познат по свом старом граду изграђеном у готичком стилу. Овај архитектонски ансамбл се налази на УНЕСКО-вој листи Светске баштине. Најпознатији некадашњи житељ Торуња је Никола Коперник, астроном из 15. века. Тевтонци су 1231. изградили замак у близини пољског насеља. Током 1280, град је постао члан Ханзе, поставши на тај начин значајан средњовековни трговачки град.

## Демографија
| 1946.  | 1995.   | 2000.   | 2005.   | 2010.   | 2012.   |
| ------ | ------- | ------- | ------- | ------- | ------- |
| 73.085 | 209.660 | 215.194 | 213.007 | 210.312 | 204.299 |

## Партнерски градови
- Калињинград
- Гетинген
- Ново Место
- Лајден
- Хеменлина
- Чадца
- Свиндон
- Луцк
- Гуејлин
- Памплона
- Филаделфија